# Charte des prêtres
La Charte des prêtres, appelée en allemand Pfaffenbrief, est un traité signé en 1370 par sept des huit Confédérés suisses.
Le traité est conclu le 7 octobre 1370 entre les cantons d'Uri, Schwytz, Unterwald, Lucerne, Zurich et Zoug et à l'exception du canton de Berne.